# Chennai Open 2005 - Qualificazioni singolare
Le qualificazioni del singolare  del Chennai Open 2005 sono state un torneo di tennis preliminare per accedere alla fase finale della manifestazione. I vincitori dell'ultimo turno sono entrati di diritto nel tabellone principale. In caso di ritiro di uno o più giocatori aventi diritto a questi sono subentrati i lucky loser, ossia i giocatori che hanno perso nell'ultimo turno ma che avevano una classifica più alta rispetto agli altri partecipanti che avevano comunque perso nel turno finale.
Le qualificazioni del torneo Chennai Open 2005 prevedevano 32 partecipanti di cui 4 sono entrati nel tabellone principale.

## Teste di serie
1. Marcos Baghdatis (Qualificato)
2. Nicolas Devilder (Qualificato)
3. Stéphane Robert (primo turno)
4. Kristian Pless (ultimo turno)

1. Jamie Delgado (ultimo turno)
2. Julian Knowle (Qualificato)
3. Tejmuraz Gabašvili (secondo turno)
4. Jonathan Marray (ultimo turno)

## Qualificati
1. Marcos Baghdatis
2. Nicolas Devilder

1. Harsh Mankad
2. Julian Knowle

## Tabellone

### Legenda
| - Q = Qualificato - WC = Wild card - LL = Lucky loser | - ALT = Alternate - SE = Special Exempt - PR = Protected Ranking | - w/o = Walkover - r = Ritirato - d = Squalificato |

### Sezione 1
|  | Primo turno        | Primo turno        | Primo turno        | Primo turno | Primo turno |  |  | Secondo turno | Secondo turno      | Secondo turno    | Secondo turno | Secondo turno |   |   | Ultimo turno | Ultimo turno     | Ultimo turno     | Ultimo turno | Ultimo turno |  |
|  |                    |                    |                    |             |             |  |  |               |                    |                  |               |               |   |   |              |                  |                  |              |              |  |
|  | 1                  | Marcos Baghdatis   | Marcos Baghdatis   | 6           | 6           |  |  |               |                    |                  |               |               |   |   |              |                  |                  |              |              |  |
|  |                    | Ashley Fisher      | Ashley Fisher      | 3           | 4           |  |  | 1             | Marcos Baghdatis   | Marcos Baghdatis | 6             | 6             |   |   |              |                  |                  |              |              |  |
|  | Ashutosh Singh     | Ashutosh Singh     | Ashutosh Singh     | 6           | 6           |  |  |               | Ashutosh Singh     | Ashutosh Singh   | 4             | 1             |   |   |              |                  |                  |              |              |  |
|  | Melle Van Gemerden | Melle Van Gemerden | Melle Van Gemerden | 4           | 2           |  |  |               |                    |                  |               |               |   |   | 1            | Marcos Baghdatis | Marcos Baghdatis | 6            | 6            |  |
|  | Vinod Sridhar      | Vinod Sridhar      | Vinod Sridhar      | 6           | 6           |  |  |               |                    |                  | Vinod Sridhar | Vinod Sridhar | 3 | 4 |              |                  |                  |              |              |  |
|  | Jaco Mathew        | Jaco Mathew        | Jaco Mathew        | 2           | 0           |  |  |               | Vinod Sridhar      | 3                | 6             | 7             |   |   |              |                  |                  |              |              |  |
|  | 7                  | Tejmuraz Gabašvili | Tejmuraz Gabašvili | 6           | 7           |  |  | 7             | Tejmuraz Gabašvili | 6                | 2             | 5             |   |   |              |                  |                  |              |              |  |
|  |                    | Vijay Kannan       | Vijay Kannan       | 1           | 6           |  |  |               |                    |                  |               |               |   |   |              |                  |                  |              |              |  |

### Sezione 2
|  | Primo turno       | Primo turno       | Primo turno       | Primo turno | Primo turno |  |  | Secondo turno | Secondo turno     | Secondo turno   | Secondo turno   | Secondo turno   |   |   | Ultimo turno | Ultimo turno     | Ultimo turno     | Ultimo turno | Ultimo turno |  |
|  |                   |                   |                   |             |             |  |  |               |                   |                 |                 |                 |   |   |              |                  |                  |              |              |  |
|  | 2                 | Nicolas Devilder  | Nicolas Devilder  | 6           | 6           |  |  |               |                   |                 |                 |                 |   |   |              |                  |                  |              |              |  |
|  |                   | Yaoki Ishii       | Yaoki Ishii       | 3           | 0           |  |  | 2             | Nicolas Devilder  | 6               | 65              | 6               |   |   |              |                  |                  |              |              |  |
|  | Norikazu Sugiyama | Norikazu Sugiyama | Norikazu Sugiyama | 7           | 6           |  |  |               | Norikazu Sugiyama | 2               | 7               | 3               |   |   |              |                  |                  |              |              |  |
|  | Vishal Uppal      | Vishal Uppal      | Vishal Uppal      | 6           | 4           |  |  |               |                   |                 |                 |                 |   |   | 2            | Nicolas Devilder | Nicolas Devilder | 6            | 6            |  |
|  | Ajay Ramaswami    | Ajay Ramaswami    | Ajay Ramaswami    | 6           | 6           |  |  |               |                   | 8               | Jonathan Marray | Jonathan Marray | 2 | 3 |              |                  |                  |              |              |  |
|  | Divij Sharan      | Divij Sharan      | Divij Sharan      | 0           | 4           |  |  |               | Ajay Ramaswami    | Ajay Ramaswami  | 2               | 611             |   |   |              |                  |                  |              |              |  |
|  | 8                 | Jonathan Marray   | Jonathan Marray   | 6           | 6           |  |  | 8             | Jonathan Marray   | Jonathan Marray | 6               | 7               |   |   |              |                  |                  |              |              |  |
|  |                   | Rahil Syed        | Rahil Syed        | 2           | 1           |  |  |               |                   |                 |                 |                 |   |   |              |                  |                  |              |              |  |

### Sezione 3
|  | Primo turno      | Primo turno           | Primo turno           | Primo turno | Primo turno |  |  | Secondo turno | Secondo turno  | Secondo turno  | Secondo turno | Secondo turno |   |   | Ultimo turno | Ultimo turno | Ultimo turno | Ultimo turno | Ultimo turno |  |
|  |                  |                       |                       |             |             |  |  |               |                |                |               |               |   |   |              |              |              |              |              |  |
|  |                  | Harsh Mankad          | Harsh Mankad          | 7           | 6           |  |  |               |                |                |               |               |   |   |              |              |              |              |              |  |
|  | 3                | Stéphane Robert       | Stéphane Robert       | 5           | 1           |  |  | Harsh Mankad  | Harsh Mankad   | 1              | 7             | 6             |   |   |              |              |              |              |              |  |
|  | Andy Ram         | Andy Ram              | Andy Ram              | 6           | 6           |  |  | Andy Ram      | Andy Ram       | 6              | 5             | 2             |   |   |              |              |              |              |              |  |
|  | Mustafa Ghouse   | Mustafa Ghouse        | Mustafa Ghouse        | 1           | 3           |  |  |               |                |                |               |               |   |   |              | Harsh Mankad | 3            | 6            | 6            |  |
|  | Nenad Zimonjić   | Nenad Zimonjić        | 3                     | 6           | 7           |  |  |               |                | 5              | Jamie Delgado | 6             | 3 | 2 |              |              |              |              |              |  |
|  | Stephen Amritraj | Stephen Amritraj      | 6                     | 2           | 6(1)        |  |  |               | Nenad Zimonjić | Nenad Zimonjić | 4             | 4             |   |   |              |              |              |              |              |  |
|  | 5                | Jamie Delgado         | Jamie Delgado         | 6           | 6           |  |  | 5             | Jamie Delgado  | Jamie Delgado  | 6             | 6             |   |   |              |              |              |              |              |  |
|  |                  | Jeevan Nedunchezhiyan | Jeevan Nedunchezhiyan | 3           | 3           |  |  |               |                |                |               |               |   |   |              |              |              |              |              |  |

### Sezione 4
|  | Primo turno            | Primo turno            | Primo turno            | Primo turno | Primo turno |  |  | Secondo turno | Secondo turno    | Secondo turno    | Secondo turno | Secondo turno |     |   | Ultimo turno | Ultimo turno   | Ultimo turno | Ultimo turno | Ultimo turno |  |
|  |                        |                        |                        |             |             |  |  |               |                  |                  |               |               |     |   |              |                |              |              |              |  |
|  | 4                      | Kristian Pless         | 62                     | 6           | 6           |  |  |               |                  |                  |               |               |     |   |              |                |              |              |              |  |
|  |                        | Sunil-Kumar Sipaeya    | 7                      | 2           | 4           |  |  | 4             | Kristian Pless   | Kristian Pless   | 7             | 6             |     |   |              |                |              |              |              |  |
|  | Željko Krajan          | Željko Krajan          | 4                      | 7           | 6           |  |  |               | Željko Krajan    | Željko Krajan    | 6(0)          | 0             |     |   |              |                |              |              |              |  |
|  | Robert Lindstedt       | Robert Lindstedt       | 6                      | 5           | 1           |  |  |               |                  |                  |               |               |     |   | 4            | Kristian Pless | 4            | 7            | 3            |  |
|  | Andrej Stoljarov       | Andrej Stoljarov       | Andrej Stoljarov       | 6           | 6           |  |  |               |                  | 6                | Julian Knowle | 6             | 610 | 6 |              |                |              |              |              |  |
|  | Jean-François Bachelot | Jean-François Bachelot | Jean-François Bachelot | 3           | 4           |  |  |               | Andrej Stoljarov | Andrej Stoljarov | 4             | 4             |     |   |              |                |              |              |              |  |
|  | 6                      | Julian Knowle          | Julian Knowle          | 6           | 6           |  |  | 6             | Julian Knowle    | Julian Knowle    | 6             | 6             |     |   |              |                |              |              |              |  |
|  |                        | Tripp Phillips         | Tripp Phillips         | 3           | 3           |  |  |               |                  |                  |               |               |     |   |              |                |              |              |              |  |